# Vieillard (La Tour)
Pour les articles homonymes, voir Vieillard.
Vieillard est un tableau réalisé par le peintre lorrain Georges de La Tour vers 1618-1619. De format vertical, cette huile sur toile est le portrait en pied d'un homme âgé s'appuyant sur un bâton devant un fond neutre. Reçue en don en 1975, l'œuvre est conservée par les musées des Beaux-Arts de San Francisco au Legion of Honor, à San Francisco, en Californie, aux États-Unis. Les collections de cet établissement comprennent également son pendant, Vieille Femme.

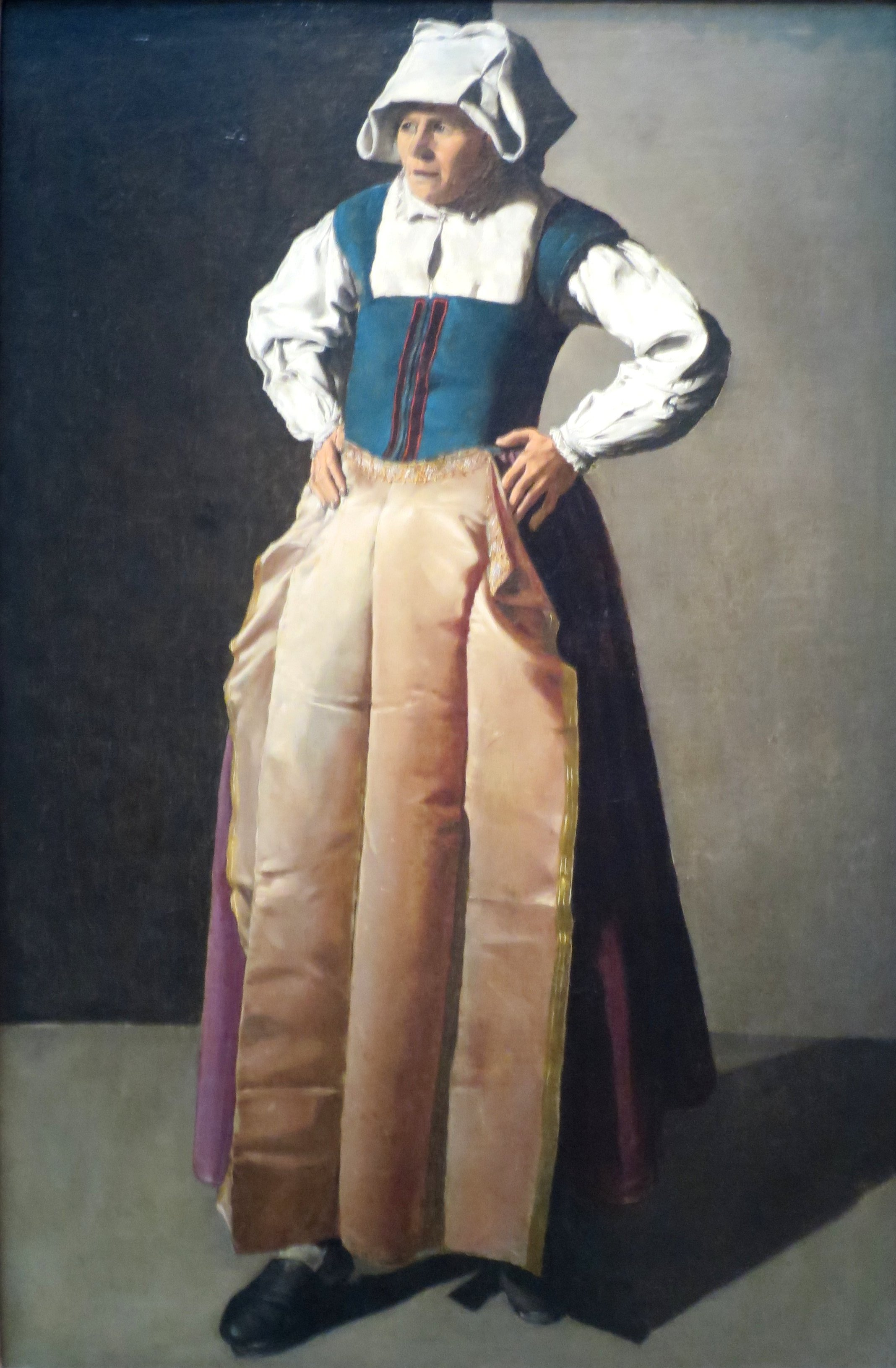
Vieille Femme, vers 1618-1619 – Legion of Honor, San Francisco.